# 塞内斯
塞内斯，是西班牙安达卢西亚自治区阿尔梅里亚省的一个市镇。 总面积50km2, 总人口311人（2001年），人口密度6人/km2。